# 杯苋
杯苋（学名：Cyathula prostrata），又名假川牛膝，是苋科杯苋属的植物。分布于菲律宾、非洲、缅甸、越南、泰国、台湾岛、马来西亚、大洋洲、印度以及中国大陆的广西、广东、云南等地，生长于海拔800米至1,580米的地区，多生在山坡灌丛以及小河边。

## 别名
蛇见怕、镜面草、蛇惊慌、细叶蛇总管、拔子弹草、小马鞭草、细样倒扣草。